# Баррелвілл (Меріленд)
Баррелвілл (англ. Barrelville) — переписна місцевість (CDP) в США, в окрузі Аллегені штату Меріленд. Населення — 58 осіб (2020).

## Географія
Баррелвілл розташований за координатами 39°42′10″ пн. ш. 78°50′33″ зх. д. / 39.70278° пн. ш. 78.84250° зх. д. (39.702653, -78.842454).  За даними Бюро перепису населення США в 2010 році переписна місцевість мала площу 0,11 км², уся площа — суходіл.

## Демографія
Згідно з переписом 2010 року, у переписній місцевості мешкали 73 особи в 26 домогосподарствах у складі 22 родин. Густота населення становила 642 особи/км².  Було 28 помешкань (246/км²).
Расовий склад населення:
| - 95,9 % — білих - 4,1 % — чорних або афроамериканців |

До двох чи більше рас належало 0,0 %. Частка іспаномовних становила 0,0 % від усіх жителів.
За віковим діапазоном населення розподілялося таким чином: 26,0 % — особи молодші 18 років, 61,7 % — особи у віці 18—64 років, 12,3 % — особи у віці 65 років та старші. Медіана віку мешканця становила 37,8 року. На 100 осіб жіночої статі у переписній місцевості припадало 97,3 чоловіків;  на 100 жінок у віці від 18 років та старших — 107,7 чоловіків також старших 18 років.
Цивільне працевлаштоване населення становило 60 осіб. Основні галузі зайнятості: виробництво — 35,0 %, освіта, охорона здоров'я та соціальна допомога — 26,7 %, будівництво — 18,3 %, роздрібна торгівля — 10,0 %.